# Desastre em boate em East London
O desastre na Taverna Enyobeni aconteceu em 26 de junho de 2022, quando 21 pessoas, a maioria jovens estudantes, morreram na Taverna Enyobeni, no bairro East London, na cidade de Cabo Oriental, na África do Sul. 
A causa das mortes ainda não foi esclarecida e até o início de 2023 ninguém havia sido responsabilizado.  

## Contexto
A Taverna Enyobeni (Enyobeni Tavern) é um edifício de dois andares localizado em Scenery Park, East London, Cabo Oriental, em meio a residências densamente povoadas. O local foi motivo de reclamações de moradores dos arredores devido ao horário de funcionamento tardio e devido ao barulho. Embora a idade legal para beber na África do Sul seja de dezoito anos, a boate servia álcool para menores.
Antes do incidente, um post promocional no Facebook divulgando a festa na boate chamou a atenção da mídia ao concluir com kuzofiwa, que se traduz aproximadamente como "nós vamos morrer".

## Incidente
Durante uma celebração de hlanjwa iphepha (canetas para baixo), uma tradição na África do Sul que celebra o fim dos exames escolares, a Taverna Enyobeni encheu. Um cliente que estava na boate disse à Al Jazeera que quando o local ficou superlotado, a equipe de segurança instruiu as pessoas a sair, sem sucesso. O cliente afirmou que um segurança fechou as portas e pulverizou um produto químico na multidão. O cliente disse que eles não conseguiam respirar e que "nós sufocamos por muito tempo e [estávamos] empurrando uns aos outros, mas não adiantou porque algumas pessoas estavam morrendo". A substância supostamente "cheirava a gás".
Promise Matinise, o gerente de entretenimento da boate, disse que eles tinham falta de mão de obra para lidar com a superlotação e que alguns clientes tentaram forçar a entrada. Matinise testemunhou pessoas caindo enquanto seguranças tentavam controlar a grande multidão e afirmou que ele contatou o proprietário ao descobrir que algumas pessoas haviam morrido.
Por volta das 4 da manhã um telefonema foi feito informando que havia pessoas mortas na boate e quando os policiais chegaram, encontraram 17 vítimas mortas, algumas no chão e outras em cadeiras e mesas. Quatro sobreviventes foram levados para hospitais, sendo que uma morreu enquanto eram transportadas e as outras três enquanto estavam hospitalizadas .  
Uma testemunha disse dias após o incidente que algumas pessoas haviam tentado passar pelo meio da multidão, gritando "estamos morrendo" e "estamos sufocando" e que havia "um cheiro forte de algum tipo de spray no ar", no entanto, apesar do tumulto, nenhuma das vítimas tinha sinais óbvios de ferimentos, o que depois descartou o pisoteamento como causa da morte. 

## Vítimas
Vinte e uma (21) pessoas morreram no incidente, a mais jovem delas de 13 anos. Doze (12) das vítimas eram meninos e nove eram meninas. 

## Investigação
Imediatamente após o incidente, foi aberta uma investigação para descobrir as causas de morte das vítimas. Amostras dos corpos foram levadas para laboratórios de toxicologia na Cidade do Cabo para análise. O Serviço de Polícia Sul-Africano divulgou um comunicado sobre o incidente e afirmou que estaria mobilizando "recursos máximos" para a investigação e também disse que o público não deveria especular sobre a causa da morte. 
Um oficial de segurança da província, Unathi Binqose, disse logo que, como "não havia feridas visíveis", o pisoteamento como causa da morte tinha sido descartado completamente e que a causa mais provável da morte estava relacionada a envenenamento. Pouco depois, no laudo inicial, um patologista descartou o consumo excessivo de álcool e o envenenamento por monóxido de carbono como os motivos dos óbitos.  
Em setembro de 2022, um relatório das autoridades apontou que as vítimas haviam morrido sufocadas devido à superlotação, o que deixou os familiares desconfiados, uma vez que vestígios de metanol, que pode levar à morte se ingerido ou inalado, foram encontrados nos corpos de todas as vítimas. Além disto, as autoridades decretaram o sigilo do relatório. 

## Julgamentos
O Conselho de Bebidas do Cabo Oriental disse que apresentaria acusações criminais contra o proprietário da Enyobeni Tavern e revogaria a licença de bebidas da boate. O CEO do conselho, Nombuyiselo Makala, afirmou que o proprietário violou flagrantemente a Lei de Bebidas Alcoólicas ao servir álcool a menores.
Em meados de julho foram decretadas as prisões do dono do bar e dois funcionários por estarem envolvidos com a venda de bebidas alcoólicas para menores. No entanto, eles receberam um prazo para se apresentar e pagar uma multa para evitar a detenção.
Em abril de 2023 os donos da taverna, Siyakhangela Ndevu e sua esposa Vuyokazi, começaram a ser julgados de burlar a Lei de Bebidas, mas não pelas mortes.   

## Reações
O presidente da África do Sul, Cyril Ramaphosa, ofereceu suas condolências às vítimas do desastre.
O dono do bar, Siyakangela Ngevu, que não estava presente quando as mortes ocorreram, pediu desculpas e pediu calma. Ngevu afirmou que "simpatizava com as pessoas que perderam seus entes queridos" e que "não era minha intenção que isso acontecesse". Ngevu também afirmou que recebeu ligações da equipe segurança por volta da 1 da manhã, informando-o de pessoas tentando forçar a passagem por um portão do lado de fora da boate.
Em março de 2023 Ndevu voltour a negar que ele e a esposa tenham sido responsáveis pelas mortes dos jovens. 